# Lepidium karataviense
Lepidium karataviense är en korsblommig växtart som beskrevs av Eduard August von Regel och Johannes Theodor Schmalhausen. Lepidium karataviense ingår i släktet krassingar, och familjen korsblommiga växter. Inga underarter finns listade i Catalogue of Life.